# Three Times
Three Times (en chino: 最好的時光; conocida en Hispanoamérica como Tiempos de amor, juventud y libertad o Tres tiempos) es una película taiwanesa de 2005 dirigida por Hou Hsiao-hsien y protagonizada por Shu Qi y Chang Chen. Obtuvo una nominación a la Palma de Oro en el Festival de Cine de Cannes de 2005, ganó el Premio Golden Apricot como el mejor largometraje en el Festival Internacional de Cine de Ereván de 2006 y fue bien recibida por la crítica especializada y la audiencia. En 2017 el diario The New York Times la incluyó en la lista de las 25 mejores películas del siglo XXI. Su particular formato, en el que los mismos actores interpretan tres historias en diferentes épocas, ha sido blanco de elogios.

## Sinopsis
La película está compuesta por tres historias dramáticas ambientadas en diferentes épocas con los mismos actores principales, Shu Qi y Chang Chen. En A Time for Love, ambientada en 1966, un soldado (Chang) se encuentra con una atractiva anfitriona de un salón de billar (Shu). A Time for Freedom, ambientada en 1911, se centra en la relación de una cortesana con un luchador por la libertad durante la ocupación japonesa de Taiwán. En A Time for Youth, ambientada en 2005, los protagonistas se ven envueltos en un triángulo amoroso.

## Recepción
Three Times recibió críticas generalmente positivas luego de su estreno en Norteamérica. Actualmente tiene un índice de aprobación del 86% en el portal especializado Rotten Tomatoes. La mayoría de los críticos estuvieron de acuerdo en que el segmento de apertura, A Time for Love (que a menudo se compara con las obras del renombrado cineasta taiwanés Wong Kar-Wai), fue el mejor logrado, y que el segmento final, A Time for Youth (comparado con la película de Hou Millennium Mambo de 2001) es el que reviste menor calidad, aunque de todas formas recibió elogios. La respuesta al segundo segmento, A Time for Freedom, fue intermedia, y recibió comparaciones con el filme de Hou Flores de Shanghái (1997).
El crítico Roger Ebert, quien defendió la película en Cannes, le dio su máxima calificación de cuatro estrellas en su reseña para el Chicago Sun-Times: "Tres historias sobre un hombre y una mujer, las tres con los mismos actores. Tres años: 1966, 1911, 2005. Tres variedades de amor: insatisfecho, mercenario y sin sentido. Todas rodadas con tal belleza visual que ver la película es como contener la respiración para que la mariposa no desaparezca".
Escribiendo para la revista Variety, Kay Weissberg afirmó: "Sintetizando la ambivalente relación de Hou Hsiao-hsien con el tiempo y la memoria, Three Times forma un práctico arco de conexión entre la obra anterior del timonel taiwanés y la dirección cada vez más fragmentada de sus películas recientes. Más apreciada por quienes están familiarizados con sus ritmos lentos y su pesimista visión de la vida contemporánea, el filme presenta tres historias utilizando las mismas pistas establecidas en tres períodos de tiempo para explorar el amor y cómo el presente circunscribe las vidas".
Stephen Whitty de Star-Ledger dio una reseña menos entusiasta: "Según un crítico americano, Three Times resume la existencia del cine. Sólo si piensas que el cine no es más que presentar una larga serie de hermosos primeros planos de bellas actrices, es probable que estés de acuerdo con él". El cineasta independiente Jim Jarmusch elogió la dirección: "Hou Hsiao-hsien no sólo es la joya de la corona del cine taiwanés contemporáneo, sino un tesoro internacional. Sus películas son, para mí, de las más inspiradoras de los últimos treinta años, y su gracia y sutileza como cineasta no tienen rival. Película tras película, Hou Hsiao-hsien es capaz de equilibrar hábilmente un panorama histórico y cultural con los detalles más pequeños, tranquilos e íntimos de las interacciones individuales".